# Camille de Soyécourt
Pour les autres membres de la famille, voir Maison de Soyécourt.
Camille de Soyécourt (1757-1849) ou en religion Camille de l'Enfant-Jésus est une religieuse catholique française, restauratrice de l'ordre du Carmel en France à partir de 1796.
Fille du marquis de Soyécourt, elle est placée enfant chez les religieuses de la Visitation. À 16 ans, elle décide de se faire religieuse mais se heurte à l'opposition de ses parents qui veulent la marier, ce à quoi elle s'oppose avec force. Elle attend sa majorité à 25 ans pour entrer au Carmel.
Lors de la Révolution française, les religieuses sont expulsées de leur couvent en 1792. Elles s'installent en petit groupe dans des appartements et poursuivent leur vie conventuelle. Plusieurs sont arrêtées, dont sœur Thérèse-Camille, qui, à la suite d'une incarcération, sera libérée. Après un temps d'errance, elle revient à Paris et fonde une communauté religieuse clandestine. En 1796, toute sa famille étant décédée durant la Révolution, elle hérite des biens familiaux et commence à financer différentes actions de soutien au clergé et aux religieuses sortant de prison ou dans la misère. En 1797, elle rachète le Couvent des Carmes et y installe son « couvent clandestin », qui va devenir « la plaque tournante de tout le carmel français ».
Pour avoir soutenu le pape Pie VII et les « cardinaux noirs », mère Camille est exilée à Guise par Napoléon Ier de 1811 à 1813. De retour à Paris, elle poursuit son action de restauration du Carmel et de soutien au clergé, comme aux autres communautés religieuses. En 1845, elle vend le couvent des Carmes à l'archevêque de Paris (pour y faire une École de hautes études ecclésiastiques), et s'installe avec ses religieuses dans un nouveau couvent établi spécialement pour elles. Elle décède le 9 mai 1849 à l'âge de 91 ans.
Son procès en béatification a été ouvert en 1938.

## Biographie

### Enfance et famille

Blason de la famille des Soyécourt.

Camille de Soyécourt est issue de la noblesse picarde d'Ancien Régime. C'est la troisième fille de Joachim Charles de Seiglière de Belleforière, marquis de Soyécourt, seigneur de Tilloloy, et de  Marie-Sylvine de Bérenger-Sassenage. Née à Paris le 25 juin 1757, elle est baptisée à l'église Saint-Sulpice de Paris le lendemain de sa naissance. Elle fut surnommée « Mademoiselle-de-Trop » par une de ses tantes. Son père avait déjà eu deux filles, et attendait désespérément un fils pour lui succéder.,. Colonel du régiment des Dragons du Roi, il participe à la guerre de Sept Ans puis quitte le service des armes vers 1761 à l'âge de 36 ans pour s'occuper de ses domaines et se mettre au service de la population pauvre, dont il sera très apprécié,,. Souhaitant garder leur plus jeune fille près auprès d'eux, le marquis et la marquise de Soyécourt lui donne une gouvernante et un précepteur qui lui apportent une première instruction scolaire. Pour parfaire son éducation scolaire et religieuse, en 1766, ils la placent durant quatre années, au couvent de la Visitation dont la supérieure est Madame de Brancas. Elle y retrouve également ses deux sœurs ainées, qui y sont entrées très jeunes,. Dans le couvent, elle se révèle bonne élève, « pleine de vertus » et très pieuse, au dire de ses responsables.
Mais son père, souhaitant la voir plus librement que derrière les grilles du couvent, décide de la changer de couvent pour un autre, celui des bénédictines qui avait déjà accueilli sa mère. Mais celui-ci se désiste, et après quelque temps, elle est accueillie par les bénédictines de l'abbaye de Tresnel, rue de Charonne,.
Note
Sa famille et elle-même furent victimes des rigueurs de la Révolution française. Sa mère mourut en prison le 25 mars 1794. Son père, le marquis de Soyécourt ainsi que sa sœur Catherine de Seiglière, épouse du comte d'Hinnisdal, furent guillotinés pendant la Grande Terreur les 23 et 24 juillet 1794.

### Mariage versus couvent
À l'age de 15 ans, le 25 décembre 1772, elle fait sa première communion « avec beaucoup de dévotion ». À l'âge de seize ans, ses parents souhaitent la marier avec un homme de la noblesse bien plus âgé qu'elle. Si elle souhaite personnellement se faire religieuse, et donc ne pas se marier, elle ne trouve pas le courage de leur dire. Elle envisage même d'attendre son veuvage pour entrer au couvent. Mais finalement, son futur époux décède avant la noce, ce qu'elle comprend comme « une signe de Dieu l'appelant au couvent ». Elle déclare alors à ses parents sa volonté de se faire religieuse, mais ceux-ci, bien que très croyants, refusent sèchement sa demande. Sans se laisser impressionner, la jeune fille déclare alors « qu'elle attendra alors sa majorité, à l'âge de 25 ans »,.
Camille alterne les périodes au couvent (chez lez bénédictines), et les mois passés à la demeure familiale. Elle en profite pour établir une correspondance régulière avec les religieuses de la Visitation chez qui elle avait lié une tendre amitié. Avec sa mère et son frère, elle fait un voyage en Dauphiné, visitant la Savoie et Chambéry. À son retour, ses parents lui proposent un nouveau projet de mariage. Elle refuse à nouveau, mais ses parents lui imposent de quitter son couvent. Elle revient donc au domicile familial où elle s'adapte à la vie mondaine, et y prend peu à peu du plaisir. Elle abandonne aussi progressivement la prière, commençant à hésiter entre le mariage et le couvent.
A 22 ans, elle prend un directeur spirituel qui la réoriente vers la prière. À la fin d'année 1780, à l'occasion d'une retraite dans un couvent de bénédictines, elle tente de rester dans le couvent. Mais sa mère vient la chercher pour la contraindre à revenir au domicile familial. Confirmée dans son intention de rentrer au couvent et d'attendre pour cela la limite d'age de 25 ans, elle s'interroge sur l'ordre monastique « auquel elle est appelée ». Son confesseur lui parle du Carmel, et après une visite au couvent de la rue de Grenelle la jeune femme est « tout à fait convaincue que son appel est ici ». Ses parents et sa famille, apprenant son souhait d'entrer dans l'ordre du Carmel s'inquiètent et tentent de la dissuader. Ils tentent même de la pousser à entrer au couvent de la Visitation où elle avait gardé des amitiés, et qui offrait plus de confort de vie (dont des visites de famille). La jeune Camille se laisse un peu tenter, mais finalement, par ruse, entre au couvent le 2 février 1784, au grand désespoir de ses parents.

### Le Carmel
Les premiers mois de son adaptation au convent sont difficiles : le mode de vie est très austère, et venant d'une famille noble, elle n'a pas « l'habitude » de l'inconfort matériel vécu au couvent. Elle prend en religion le nom de sœur Thérèse-Camille de l'Enfant-Jésus lors de ses premiers vœux le 24 juillet 1784, en qualité de sœur professe,. Dans l'assemblée venue nombreuse pour assister à son entrée définitive au Carmel, se trouve un prince du sang, le duc de Valois - le futur roi Louis-Philippe - qui, alors âgé de 11 ans, restera très marqué par la célébration. Après une année de noviciat, la carmélite prononce ses vœux définitifs le 31 juillet 1785. Ses parents, font, avant cette date fatidique, une dernière tentative pour la détourner de son projet, n'hésitant pas à faire plusieurs fois appel à l'archevêque de Paris pour qu'il « examine la validité du discernement de leur fille », mais sans succès.
Les deux premiers hivers sont particulièrement rigoureux, et les travaux manuels s'avèrent difficiles pour la jeune carmélite. Mais sa « bonne volonté » compense ses faiblesses physiques. Madame Louise de France, carmélite à Compiègne, avait demandé à la supérieure de Camille « qu'on ne ménage pas la jeune carmélite ».

### La Révolution et la prison

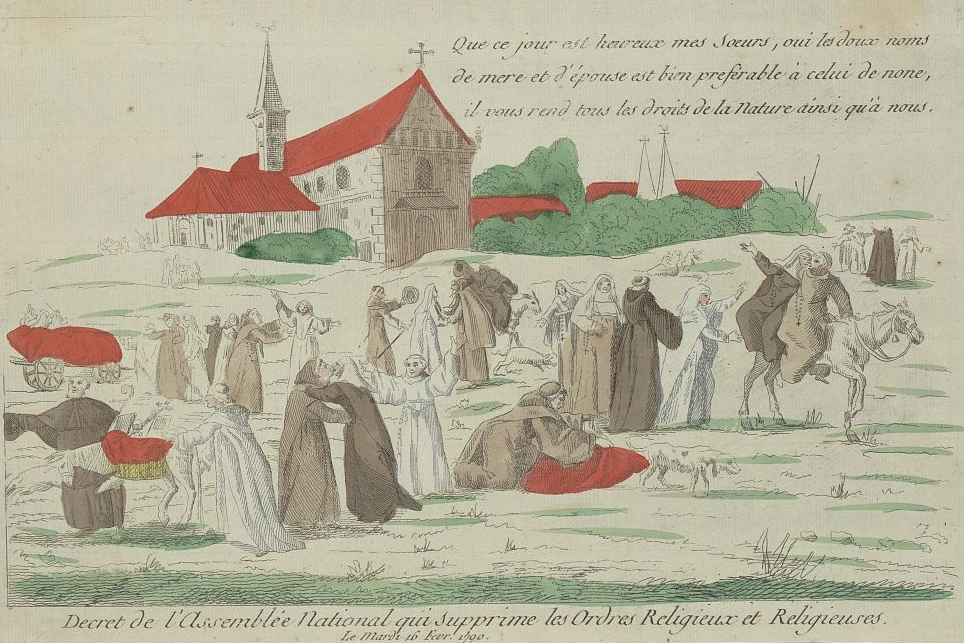
Caricature du Décret de l'Assemblée nationale supprimant les ordres religieux. Le mardi 16 février 1790. Dessin anonyme de 1790.

En 1789, la loi de suppression des vœux, puis la constitution civile du clergé (qui supprime les corps religieux) en février 1790 sont supposées vider tous les couvents, dont celui des carmélites de Paris. Mais les carmélites adressent une supplique à l'Assemblée au nom de tout l'ordre du Carmel et obtiennent de conserver leurs bâtiments, et leur vie communautaire. Le répit est de courte durée : le 2 septembre 1792, alors que les premiers massacres de religieux dans les prisons ont déjà commencé cinq hommes tentent de forcer la porte de leur couvent . Le 14 septembre, deux commissaires de la commune de Paris se font ouvrir les portes du couvent, parcourent le bâtiment, récoltant et pillant tous les objets précieux. Puis ils procèdent à l'expulsion des carmélites, avant de laisser entrer la population.
La supérieur, mère Nathalie, sentant le vent révolutionnaire tourner, avait fait préparer cette sortie, fournissant des habits civils aux religieuses, et préparant des petits logements où la communauté de 31 carmélites se répartirait par groupes de cinq ou six religieuses. Les religieuses poursuivent leur vie d'oraison et de prière, recevant des prêtres et évêques pour célébrer les messes, mais aussi pour les cacher et les soutenir dans les persécutions qu'ils subissent. Plusieurs religieuses sont arrêtées et emprisonnées, voire condamnées à mort. Mais après plusieurs mois (ou années) d'emprisonnement, toutes échapperont à la guillotine.
Malgré la proposition de ses parents de revenir au domaine familial, Camille de Soyécourt reste dans la maison rue Mouffetard à Paris qui lui a été dévolue, avec d'autres carmélites. Repérée par un garde révolutionnaire, une troupe tente de surprendre les carmélites en pleine messe, mais ils échouent (pas de messe ce jour-là). La maison est fouillée, puis elle est arrêtée le 29 mars 1793 (vendredi saint). Elle subit plusieurs interrogatoires, et est détenue à la prison de Sainte-Pélagie. Ses parents tentent alors de la faire libérer, sans succès. Finalement, n'ayant pas de charge précise contre elle, les tribunaux la libèrent le jour de la pentecôte. Le répits ne dure que peu : après huit mois, ses parents sont arrêtés et incarcérés (prison des Carmes pour son père, et prison Sainte-Pélagie pour sa mère). Camille restée libre, s'enfuit et va vivre une période de grande misère. Convoquée pour aller poser les scellés sur la demeure familiale après le décès de sa mère (le 25 mars 1794), elle retourne à Paris et se rend à l'hôtel particulier de ses parents, où elle redoute d'être arrêtée à son tour. Laissée libre, elle reste sur place et tente de voir son père toujours emprisonné, sans succès. Elle parvient néanmoins à échanger quelques lettres avec lui,.
Après bien des efforts et l'aide de domestiques, elle se rend à la prison des carmes et peut voir son père dans une entrevue rapide. En 1794, lors de la publication du Décret d'exil des Nobles, elle se réfugie à la ferme des Moulineaux près de Paris, propriété de ses parents. Elle y recueille le fils de sa sœur guillotinée (la comtesse d'Hinnisdal). Installée à la ferme, elle prend en charge le domaine et y développe l'activité, pour la plus grande joie du personnel en place.

### Restauration du Carmel en France
Avec la mort de Robespierre le 28 juillet 1794, la Terreur prend fin. Camille demande l'autorisation de rentrer sur Paris et l'obtient le 15 octobre. Elle loue un logement rue des Postes, à proximité de l'église du séminaire. L'année suivante, elle loue un logement plus grand, où elle constitue un petit couvent improvisé rue Saint-Jacques, recueillant de nombreuses religieuses sortant de prison, hébergeant également plusieurs ecclésiastiques (de passage ou en situation de détresse),.
Un décret publié en 1796 autorise les nobles non émigrés à recouvrer leurs biens. Camille de Soyécourt, restée seule survivante et donc héritière de sa famille, hésite à faire les démarches qui lui semblent contraires au vœu de pauvreté. Le pape Pie VI l'incite à réclamer l'attribution des biens familiaux et lui fait même « un devoir de le conserver ». Par un bref de juillet 1797 le pape « l'autorise à faire ces démarches ». La situation est suffisamment surprenante (à l'époque) pour que certains parlent alors avec humour « des millions de la carmélite ».

#### Le couvent des Carmes

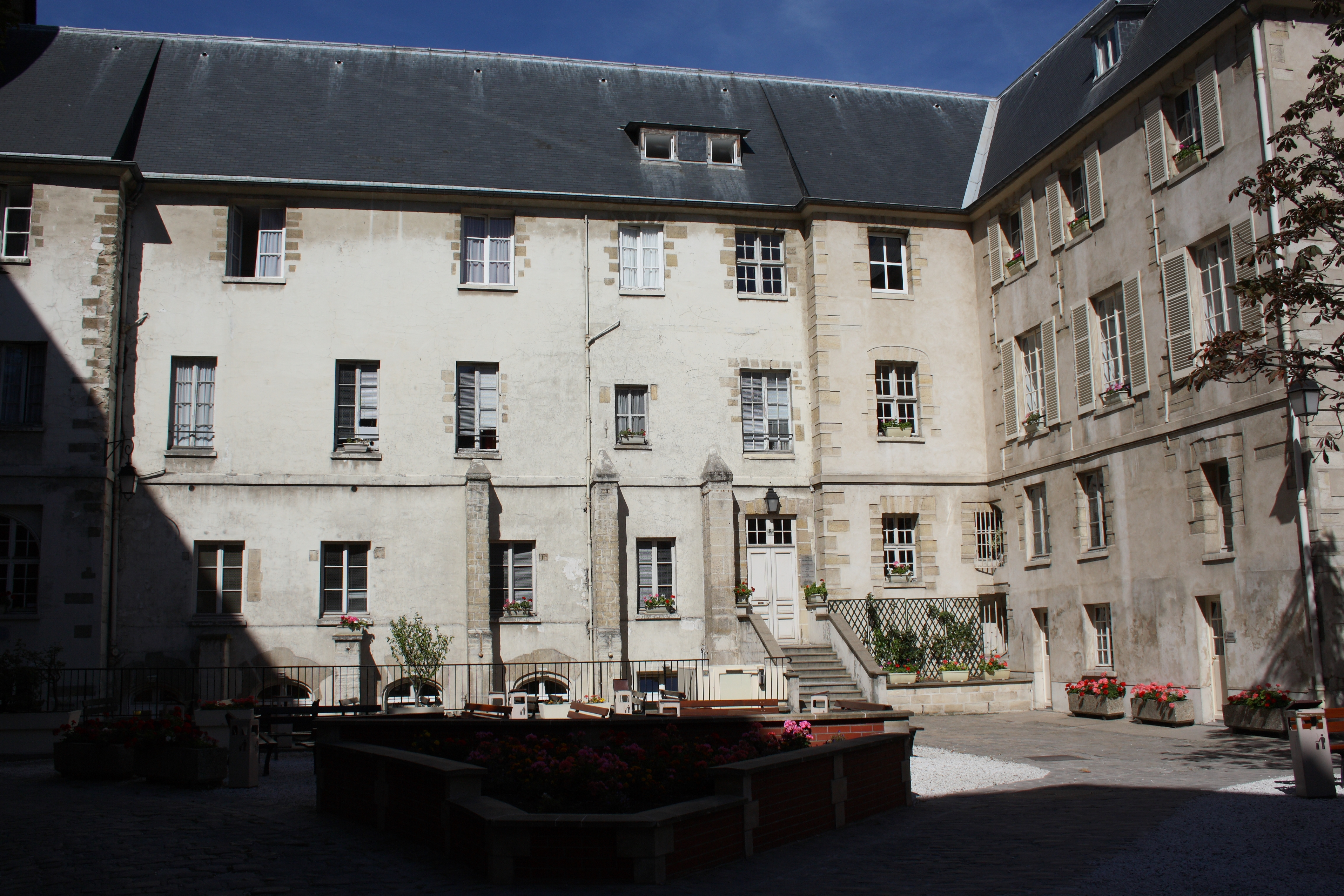
Vue d'une partie du "Couvent des Carmes", aujourd'hui l'Institut catholique de Paris.

Le 8 aout 1797 mère Camille de l'Enfant-Jésus rachète une partie des bâtiments du couvent des Carmes de la rue de Vaugirard,, sauvant les bâtiments de la destruction,. Elle lance de gros travaux pour restaurer les bâtiments grandement détruits (il n'y a plus de portes ni de fenêtres, et des gravats partout).
L'église et quelques bâtiments d'habitations sont les premières cibles des travaux. Le 24 août 1797 se déroule la célébration de la première messe (effectuée dans la chapelle Saint-Joseph), le 29 août l'église du couvent peut à nouveau être utilisée, et elle est officiellement bénie par l'évêque de Saint-Papoul, « au milieu d'une grande affluence »,.
Elle fait également aménager et restaurer une « chapelle des martyrs » en mémoire du massacre du 2 septembre 1792, survenu dans cette ancienne prison. Les religieuses en recueillent même quelques vestiges qu'elles conserveront comme des reliques.
Une douzaine de carmélites s'installent dans ce couvent improvisé. Elle-même choisit pour cellule la chambre qui servit de prison à son père quelques années plus tôt. Elle y restera pendant près de cinquante ans. La prieure du couvent étant décédée, c'est la sous-prieure (mère Sophie de Saint Jean-Baptiste) qui est désignée prieure. Deux ans plus tard, c'est mère Camille qui est élue prieure de ce couvent lors du chapitre,.

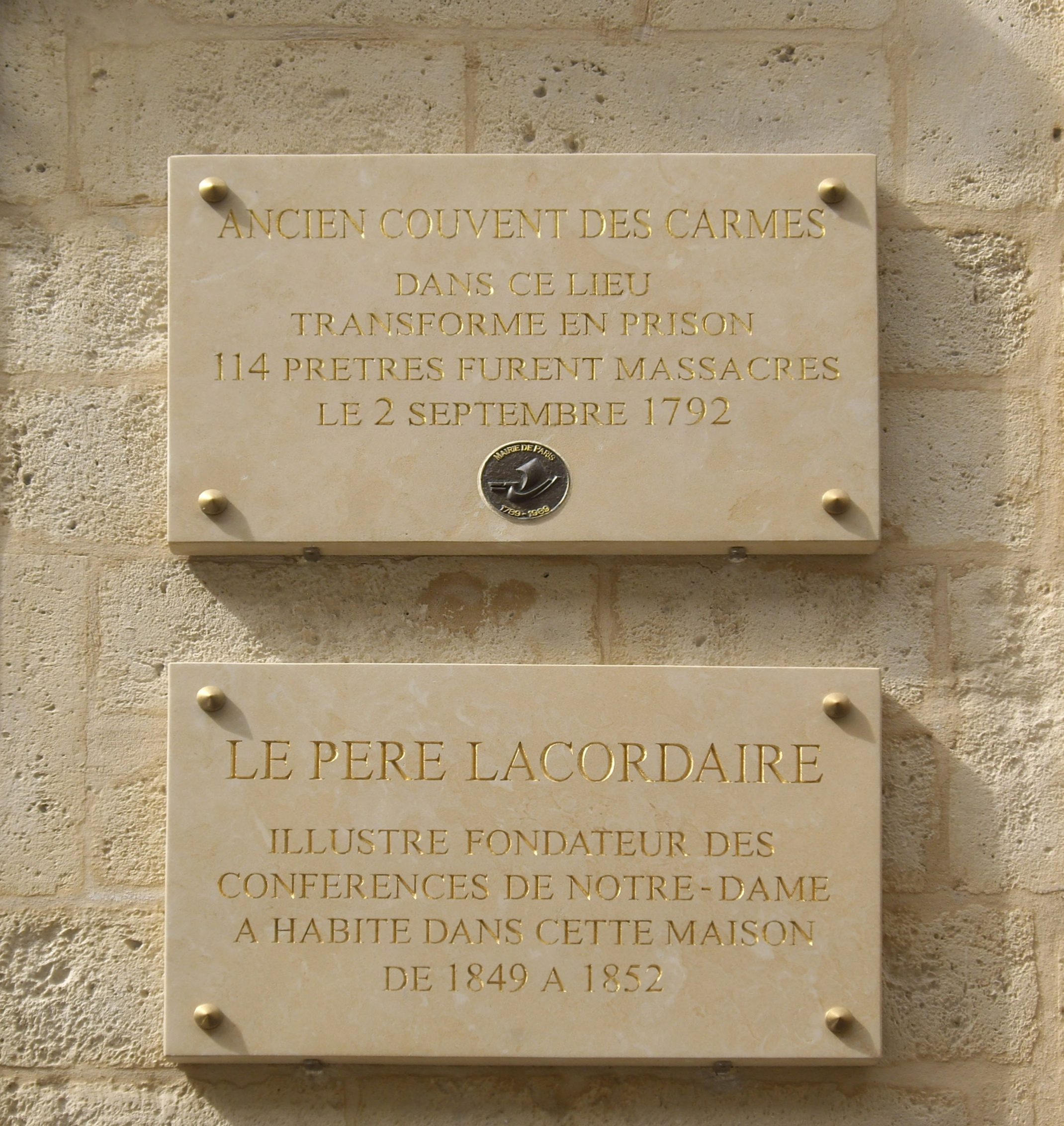
Plaque mémorielle, en souvenir des massacres de Septembre.

À partir de ce moment, le monastère devient une plaque tournante pour tout le carmel français : elle accueille et recueille les carmélites éparpillées par la révolution, que ce soit celles de son ancien couvent, comme les religieuses d'autres couvents, ou des religieuses parties se mettre à l'abri dans des couvents à l'étranger. Puis elle les renvoie dans de multiples groupes de religieuses, refondant des communautés détruites lors de la Révolution,. Cependant, bien que de notoriété publique, l’existence de son couvent n'est toujours pas autorisée par le gouvernement. Les religieuses sont donc vêtues en civil, ne mettant leur tenue de carmélite qu'à de très rares occasions. Mère Camille, et ses religieuses sont sous la menace constante de d'une fermeture administrative de leur couvent, avec dispersion de la communauté. Ce qui ne les empêche pas de poursuivre leur action.
Mère Camille continue à faire restaurer et réaménager l'église du couvent, allant jusqu'à réclamer ou racheter les œuvres d'art (tableaux, sculptures) qui y avaient été pillées pour les remettre à leur place. À plusieurs reprises, le gouvernement tente de reprendre possession de l'église, ce à quoi, fermement et calmement, la carmélite s'oppose, obtenant gain de cause.
N'ayant acheté qu'une partie des bâtiments, elle profite d'une opportunité, le 8 novembre 1801, pour acheter une autre part de l'ensemble (initial) du couvent des Carmes. Elle complètera ses acquisitions le 22 aout 1807 par l'achat de la troisième partie des bâtiments, obtenant alors un ensemble beaucoup trop important pour ses propres besoins. En 1819 elle termine la restauration du portail de l'église.
Enfin, le 23 juillet 1841, elle cède les bâtiments à Denys Affre, archevêque de Paris, « avec désintéressement » pour qu'il y crée une École de hautes études ecclésiastiques (aujourd'hui l'Institut catholique de Paris). Les carmélites ne quittent ce couvent que le 23 avril 1845 pour s'installer avenue de Saxe à Paris, où mère Camille avait fait construire un nouveau couvent,.

#### Autres couvents
Elle utilise également sa fortune pour racheter et restaurer d'autres couvents saisis et vendus par l’État durant la Révolution française, voire pour créer de nouveaux couvents, pour les religieuses de son ordre, mais également d'autres ordres monastiques. Ainsi, elle participe activement à la restauration des monastères de Paris, Bourges, Pontoise et de Trévoux. Elle poursuivit son œuvre sous la Restauration et la monarchie de Juillet. À partir de 1835, elle tente de refonder un couvent de carmélites à Compiègne, mais elle échoue sur ce point (ce Carmel ne verra le jour qu'en 1872).
L'action de Camille de Soyécourt dans la restauration de l'ordre du Carmel en France fut tellement décisive que certains auteurs n'hésitent pas à déclarer qu'elle fut « l'âme de la restauration du Carmel en France », ou plus sobrement que « c'est elle qui a restauré le Carmel en France », après sa disparition durant la Révolution. C'est une soixantaine de couvents de Carmélites qui ont été rouverts en France, de son vivant, presque tous ayant été soutenus par ses soins.

#### Soutien au clergé
Installée dans le couvent des Carmes, et disposant de sa fortune, mère Camille continue d'héberger des prêtres en difficulté, voire de financer leur installation dans leur paroisse, leur fournissant le matériel et les vêtements liturgiques pour remettre en service les églises pillées lors des troubles révolutionnaires.
Elle accueille également les prêtres indigents rentrant d'exil ou sortant de prison. Elle finance de ses deniers le séminaire du Saint-Esprit et relève la paroisse Saint-Sulpice de Paris. Son aide s'étend également à de nombreux instituts religieux et à des œuvres pieuses.
Les hagiographes de la moniale indiquent qu'elle est dotée « d’un sens génial de l’organisation » et que ses initiatives sont « innombrables ».

### Opposée à l'Empereur

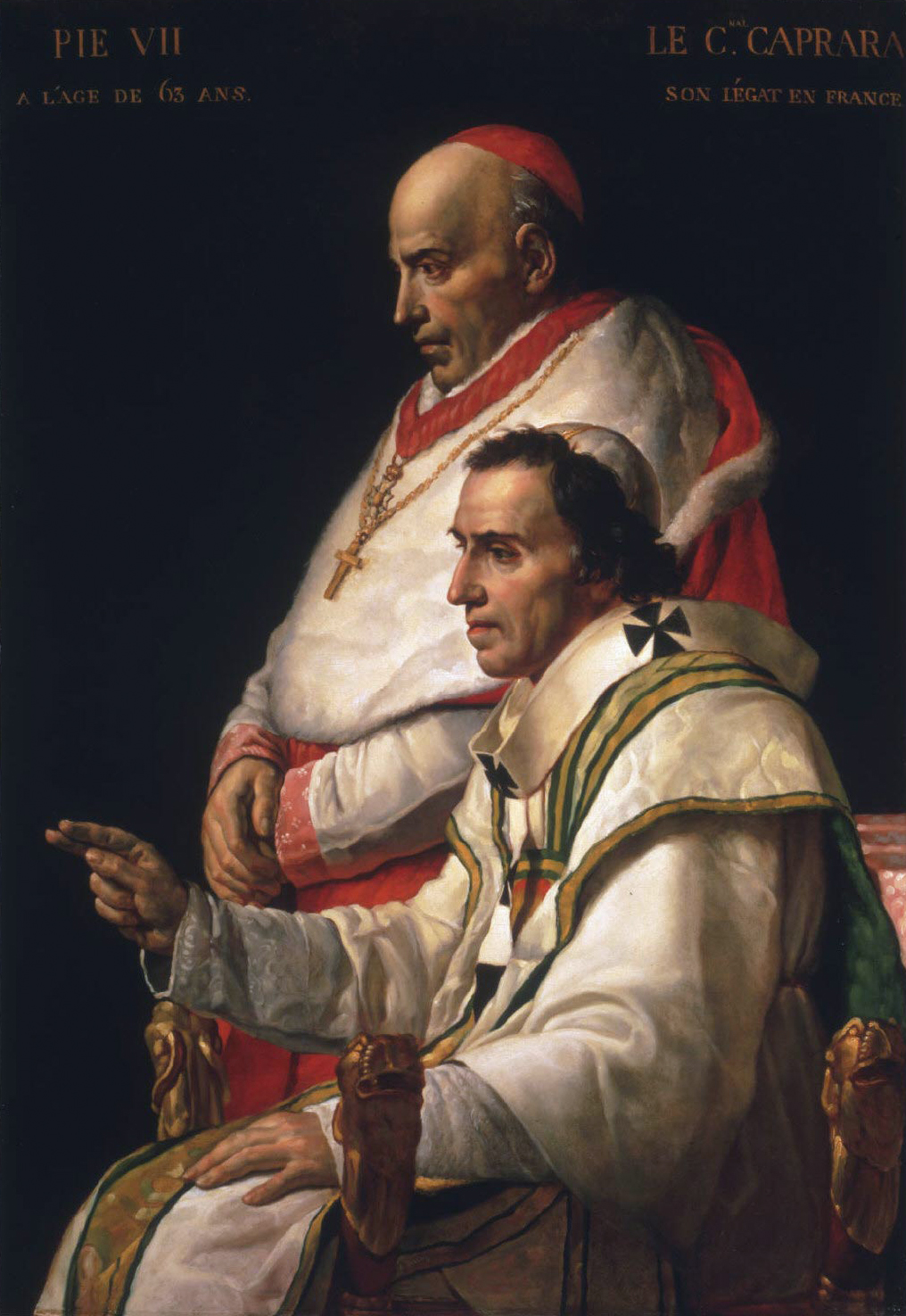
Pie VII, avec le cardinal Caprara, légat pontifical en France de Jacques-Louis David.

Lors du Premier Empire, sous Napoléon Ier, mère Camille de Soyécourt va devenir une figure du mouvement ultramontain français. Elle considère, que la religion (catholique) doit être dirigée par le pape à Rome, et non par le gouvernement à Paris. Ainsi, lors de l'occupation des États pontificaux par l'armée française en 1809, et l'excommunication de Napoléon Ier, la mère Camille devient un fidèle soutien du pape Pie VII et des cardinaux exilés. Elle diffuse le texte de la bulle d'excommunication, héberge les cardinaux expulsés, leur fournit des subsides quand Napoléon leur coupe les crédits et les exile,. Elle assure également la liaison entre Pie VII, prisonnier de Napoléon, et les « cardinaux noirs »,,. Cette opposition n'est pas sans risque pour elle car, son couvent n'étant pas « officiellement reconnu et autorisé » (même s'il est connu de notoriété publique), les autorités politiques peuvent à tout moment, fermer ce couvent et disperser cet « attroupement illégal » de religieuses.
Un courrier du Vatican intercepté par la police révèle aux autorités son rôle dans le soutien au pape et à ses cardinaux. Elle est immédiatement arrêtée puis exilée à Guise (de 1811 à 1813). Bien qu'exilée, mère Camille revient incognito à Paris pour régler « quelques affaires importantes ». Mais logeant dans son couvent des Carmes, sous un déguisement et à l’insu des religieuses, elle est reconnue par l'une d'elles et crée un grand émoi parmi les religieuses, trop heureuses de « retrouver leur mère ». Elle doit alors quitter Paris sous un déguisement, pour ne pas être prise par la police. Sa santé se dégrade, et par sollicitude, le maire de la ville de Guise obtient la fin de son exil, et son retour à Paris « pour raisons de santé ».
Napoléon qui l'a exilée, l’admire malgré tout, il dira d'elle : « Du moment que l’Empire n’est pas en jeu, il n’est pas prudent de discuter avec Madame de Soyecourt. Si tous ceux qui sont pour moi avaient la fidélité de cette femme pour les causes qu’elle soutient, je n’aurais pas tant de soucis ». À sa libération, l'empereur lui permet de clôturer son couvent et de porter l’habit religieux dans son monastère,. Son retour à Paris, est également l'objet d'une « chaleureuse réception » donnée par les « cardinaux noirs » et le pape Pie VII, en son honneur.

### Au seuil d'une vie bien remplie

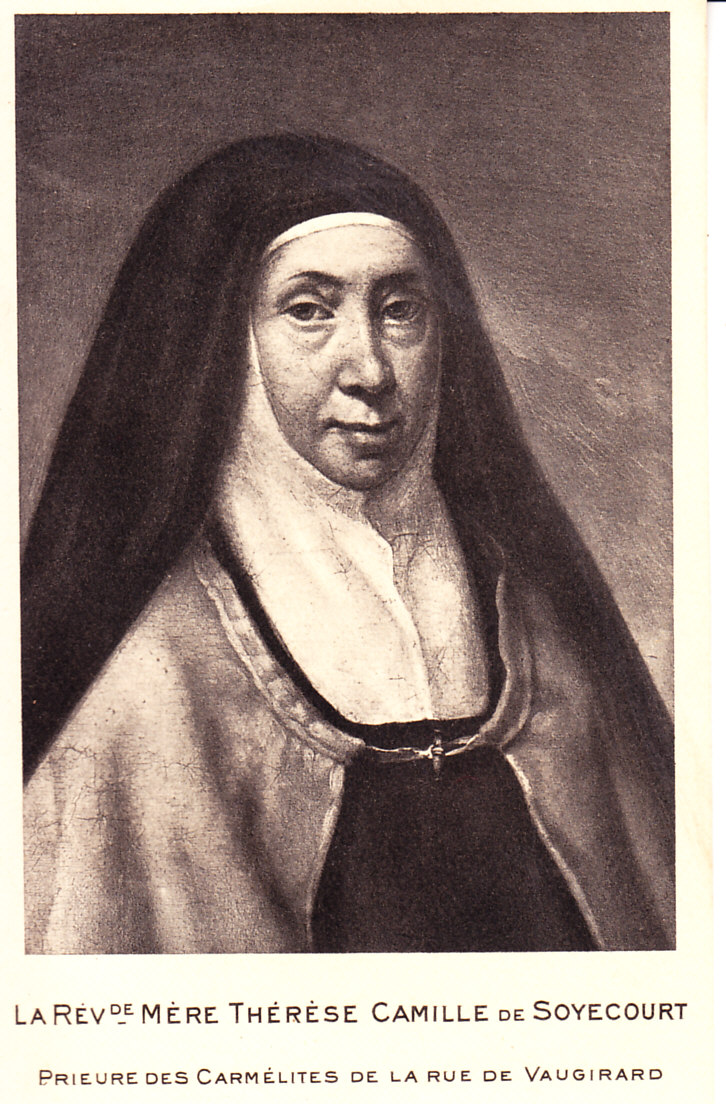
Camille de Soyécourt, à la fin de sa vie.

Après avoir été élue plusieurs fois prieure du couvent, mère Camille doit transmettre la charge à une autre religieuse. Mais ne trouvant d'autre « religieuse capable », les carmélites écrivent au pape pour lui demander de conserver « à vie », leur mère Camille comme prieure du couvent. Ce que le pape Pie VII leur accorde. Son successeur (Léon XII) confirmera sa décision. Mère Camille, voyant qu'elle n'a pas l'utilité de toute sa fortune, en fait don aux membres de sa famille, ne conservant que « quelques rentes viagères » pour pouvoir répondre aux engagements financiers qu'elle a pris. C'est aussi à ce moment qu'elle décide de se séparer du couvent des Carmes dont elle sait que la communauté de carmélites ne pourra gérer l'entretien et la dépense après sa mort. Mère Camille, âgée de 84 ans, et les carmélites, quittent le couvent des Carmes le 23 avril 1845 et s'installent d'abord au 89 rue de Vaugirard (actuel n°71), puis en 1855 avenue de Saxe à Paris, dans un nouveau couvent construit tout spécialement pour elles (par mère Camille),.
Atteinte progressivement de surdité, elle compense son handicap en lisant sur les lèvres. Mais la baisse de la vue l'empêche de poursuivre cette technique. Devenant progressivement infirme, elle est clouée au lit de l'infirmerie, où les religieuses se relaient pour lui tenir compagnie. Atteinte de différents maux, elle conserve sa bonne humeur et sa mémoire, racontant des histoires à ses compagnes pour passer le temps. Malgré la maladie et la faiblesse de sa constitution, elle poursuit les jeûnes durant le Carême et autres jours prévus par l’Église. Sa santé se trouve entamée par plusieurs chutes, et elle est soignée par des saignées et la pose de sangsues médicinales.
Elle décède le 9 mai 1849 à l'âge de 91 ans, après avoir connu, et survécu, à trois révolutions (la révolution de 1789, la révolution de 1830 et celle de 1848). Son corps est exposé dans le chœur de l'église, et d'après les témoins, « on croyait voir une personne d'une cinquantaine d'années absorbée dans un doux sommeil ».
Elle est enterrée, à sa demande, dans la crypte des martyrs du couvent des carmes. Sa pierre tombale y est visible.

## Béatification
Son procès en béatification est ouvert dans le diocèse de Paris en 1938. Il est toujours en cours,.

## Spiritualité
Mère Camille de l'Enfant-Jésus avait une grande dévotion pour la Vierge Marie, ainsi que pour l'Eucharistie et le Saint-Sacrement. Elle avait une dévotion particulière pour les Âmes du purgatoire (pour qui elle faisait célébrer fréquemment des messes), et elle avait une confiance particulière en saint Antoine de Padoue.